# Luka Marinovic
Luka Marinovic (* 17. September 1983 in Belgrad, Jugoslawien) ist ein ehemaliger serbischer Handball- und Beachhandballspieler.

## Karriere
Marinovic begann in seiner Heimat bei PKB Belgrad Handball zu spielen. Später wechselte der Serbe zum Stadtrivalen BSK Belgrad. Mit der Saison 2007/08 wechselte der Rechtshänder zu HIT Innsbruck in die Handball Liga Austria. Nach drei Jahren in Tirol wurde der Handballtorwart dann 2010/11 vom Ligakonkurrenten Union Leoben verpflichtet. Bis einschließlich 2012/13 lief Marinovic für die Leobener auf ehe er vom HC Bruck unter Vertrag genommen wurde, der zu dieser Zeit an der Handball Bundesliga Austria teilnahm. 2014/15 sicherte sich das Team mit einem 2:0-Sieg in der Finalserie den Titel in der HBA und nahm damit 2015/16 an der HLA teil. Nach Ablauf seines Drei-Jahres-Vertrags wurde der Torhüter erneut von Union Leoben verpflichtet. 2018/19 wechselte der Rechtshänder zum HC Bruck zurück.

### Beachhandball
Marinovic läuft für das serbische Beachhandball Nationalteam auf und konnte mit diesem bereits einmal eine Bronzemedaille gewinnen.

## Persönliches
Sein Bruder Nikola Marinovic ist ebenfalls Handballspieler.

## Erfolge
- 3× HBA Meister 2014/15, 2017/18 und 2020/21